# Quercetea ilicis

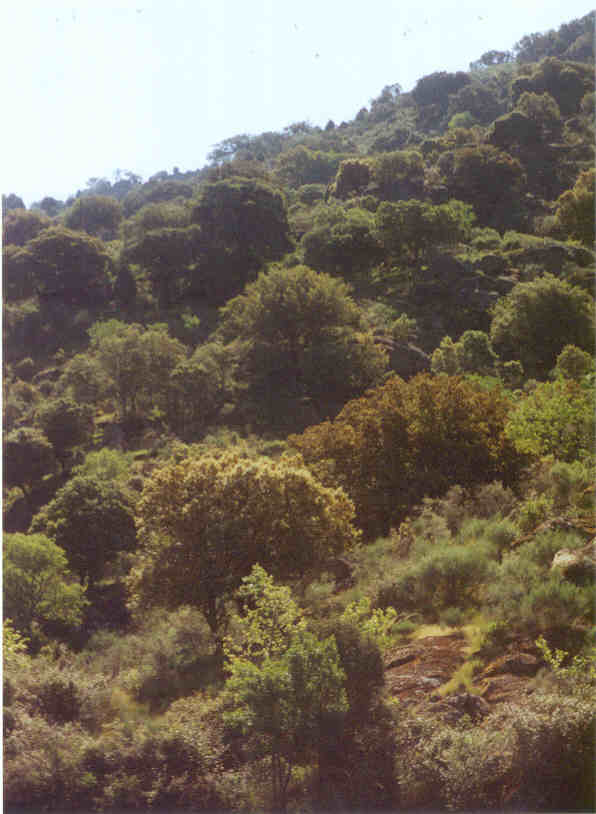
Bosc de Quercetea ilicis

Quercetea ilicis són els boscs perennifolis esclerofil·les, amb les màquies i les garrigues que s'hi relacionen.

## Descripció
El nom deriva de l'arbre dominant en aquests boscs, el roure; les varietats més abundants que s'hi poden trobar són: el Quercus lusitania (una varietat intermèdia entre el Quercus ilex i el Quercus pirenaica) i entre les plantes arbustives: la Quercetalia pubescentis, la Quercetalia robori-petraea i la Digitalis purpurea. Conviu de vegades amb arbres com ara l'Abies pinsapo i el Cedrus atlantica.A la part baixa dels arbres es poden trobar fanerògames
Les zones on es poden trobar aquests boscs són:
- la península Ibèrica
- les Illes Balears
- Sicília
- Nord del Marroc i d'Algèria

El tipus de terreny és el que està format per sòls aspres amb roques calcàries, i en un entorn de clima sec, com el de l'altiplà castellà.

## Subdivisions
El botànic Braun-Blanquet en va fer una subdivisió, amb diferent vegetació segons la humitat del clima:

### Grup A
Més fred i humit, amb les espècies següents:
- Fagus silvatica
- Ilex aquifolium
- Poa nemoralis
- Corylus avellana
- Taxus baccata

### Grup B
Terrenys silicis i no tan humits, amb les espècies següents:
- Sarothamnus scoparius
- Deschampsia rexuosa
- Teucrium scorodonia
- Lonicera peryclimenum
- Pteridium aquilium